# Локалидад син Номбре, Хулијан Назар Моралес (Бериозабал)
Локалидад син Номбре, Хулијан Назар Моралес (шп. Localidad sin Nombre, Julián Nazar Morales) насеље је у Мексику у савезној држави Чијапас у општини Бериозабал. Насеље се налази на надморској висини од 805 м.

## Становништво
Према подацима из 2005. године у насељу је живео 1 становник.

### Хронологија
| Година       | 2005 |
| ------------ | ---- |
| Становништво | 1    |

### Попис
| # | Индикатор                        | Вредност |
| - | -------------------------------- | -------- |
| 1 | Укупно појединачних домаћинстава | 1        |